# B-Sides and Rarities (album de Nick Cave and the Bad Seeds)
Pour les articles homonymes, voir B-Sides and Rarities.
Albums de 
Nick Cave and the Bad Seeds
Abattoir Blues/The Lyre of Orpheus
(2004) The Abattoir Blues Tour
(2007)
B-Sides and Rarities est un album de Nick Cave and the Bad Seeds, paru en 2005. Ce coffret de trois CD comprend des faces B et des morceaux inédits enregistrés entre 1984 et 2005, notamment des titres en collaboration avec Shane MacGowan des Pogues et des versions acoustiques de Deanna et de The Mercy Seat.
À noter que deux CD B-Sides and Rarities Vol. IV et Vol. V ont été édités dans un pressage standard, en reprenant à l'identique la présentation de ceux du coffrets, logo compris (Mute Records).
Si le doute a plané pendant quelque temps sur l'authenticité et l'officialité de ces CD, il apparaît finalement qu'il s'agit là de bootlegs, dont la qualité audio est moindre que les trois premiers volumes officiels. Néanmoins, ces deux volumes officieux présentent effectivement des morceaux extrêmement rares et/ou inédits.
Par ailleurs, un CD promotionnels de six titres a été pressé par Mute Records, dont chacun des titres a été publié ultérieurement sur la compilation officielle.

## Disque 1
1. Deanna (Acoustic) - medley avec Oh Happy Day
2. The Mercy Seat (Acoustic)
3. City of Refuge (Acoustic)
4. The Moon is in the Gutter
5. The Six Strings that Drew Blood
6. Rye Whiskey - reprise de la chanson de Tex Ritter
7. Running Scared - reprise de la chanson de Roy Orbison
8. Black Betty - reprise de la chanson de Leadbelly
9. Scum
10. The Girl at the Bottom of My Glass
11. The Train Song
12. Cock's 'N' Asses
13. Blue Bird
14. Helpless - reprise de la chanson de Neil Young
15. God's Hotel
16. (I'll Love You) Till the End of the World
17. Cassiel's Song
18. Tower of Song - version figurant sur la compilation I'm Your Fan, album hommage à Leonard Cohen.
19. What Can I Give You?

## Disque 2
1. What a Wonderful World (avec Shane MacGowan) - reprise de la chanson de Louis Armstrong
2. Rainy Night in Soho (avec Shane MacGowan) - reprise de la chanson des Pogues
3. Lucy Version 2 (avec Shane MacGowan)
4. Jack the Ripper (Acoustic)
5. Sail Away
6. There's No Night Out in the Jail - reprise de la chanson de Chad Morgan
7. That's What Jazz is to Me
8. The Willow Garden (chant traditionnel)
9. The Ballad of Robert Moore and Betty Coltrane
10. King Kong Kitchee Kitchee Ki-Mi-O (chant traditionnel)
11. Knoxville Girl (chant traditionnel)
12. Where the Wild Roses Grow - en duo avec Blixa Bargeld à la place de Kylie Minogue
13. O'Malley's Bar Part 1
14. O'Malley's Bar Part 2
15. O'Malley's Bar Part 3
16. Time Jesum Transeuntum et Non Riverentum
17. O'Malley's Bar Reprise
18. Red Right Hand (version Scream 3)

## Disque 3
1. Little Empty Boat
2. Right Now I'm A-Roaming
3. Come Into My Sleep
4. Black Hair (version groupe)
5. Babe, I Got You Bad
6. Sheep May Safely Graze
7. Opium Tea
8. Grief Came Riding
9. Bless His Ever Loving Heart
10. Good Good Day
11. Little Janey's Gone
12. I Feel So Good - reprise de la chanson de J.B. Lenoir
13. Shoot Me Down
14. Swing Low
15. Little Ghost Song
16. Everything Must Converge
17. Nocturama
18. She's Leaving You
19. Under This Moon